# Лихтарович, Дмитрий Евгеньевич
Дми́трий Евге́ньевич Лихтаро́вич (бел. Дзмітрый Яўгенавіч Ліхтаровіч; 1 марта 1978, Могилёв, Белорусская ССР, СССР) — белорусский футболист и тренер. Мастер спорта Республики Беларусь международного класса. Член Клуба Сергея Алейникова (2010). Один из лучших игроков в истории БАТЭ.

## Карьера
Воспитанник могилёвской футбольной школы, первый тренер — Валерий Семёнович Чаплыгин. Начинал карьеру в местном «Днепре», с 2002 года — игрок борисовского БАТЭ. В 2009 году стал капитаном команды.
Участник групповых турниров Лиги чемпионов сезонов 2008/09, 2011/12, 2012/13, 2014/15 и Лиги Европы сезонов 2009/10, 2010/11 в составе БАТЭ.
Является автором 1-го гола, забитого белорусскими клубами в основной сетке Лиги Европы (1 октября 2009 года, Минск, домашний матч 2-го тура БАТЭ с «Эвертоном» — 1:2).
Начиная с 2011 года, стал реже появляться на поле, очень редко проводил все 90 минут. Тем не менее, продолжал быть капитаном. В январе 2014 года продлил контракт с БАТЭ.
13 января 2016 года завершил футбольную карьеру.

### В сборной
Играл за молодёжные сборные всех возрастов. В 2007 году сыграл в товарищеском матче против Ирана.

### Тренерская
Вскоре после завершения карьеры был назначен ассистентом главного тренера дублирующей команды БАТЭ, работал в дубле на протяжении четырёх лет. В январе 2020 года вошёл в тренерский штаб основной команды борисовчан.

## Достижения

### Командные
«Днепр-Трансмаш»
- Чемпион Белоруссии: 1998

БАТЭ
- Чемпион Белоруссии (11): 2002, 2006, 2007, 2008, 2009, 2010, 2011, 2012, 2013, 2014, 2015
- Серебряный призёр чемпионата Белоруссии (2): 2003, 2004
- Обладатель Кубка Белоруссии (3): 2005/06, 2009/10, 2014/15
- Обладатель Суперкубка Белоруссии (5): 2010, 2011, 2013, 2014, 2015

### Личные
- Лучший футболист чемпионата Белоруссии: 2002
- Лучший полузащитник чемпионата Белоруссии: 2009
- Десять раз включался БФФ в список 22 лучших футболистов чемпионата Беларуси: 1999, 2000, 2002, 2003, 2006, 2007, 2008, 2009, 2010, 2011.
- Член Клуба Сергея Алейникова: 651 сыгранный матч[7].